# Szlak Pustynny
 Szlak Pustynny – turystyczny szlak pieszy, wiedzie m.in. przez tereny Pustyni Błędowskiej. Cały Szlak Pustynny PTTK ma długość 28,5 km i łączy Błędów z Ryczowem.
Szlak rozpoczyna się w Błędowie (na zachód od Pustyni), skąd kieruje się na wschód, równolegle do doliny Białej Przemszy, tuż przed Kluczami mijając po prawej Czubatkę (382 m n.p.m.) – punkt widokowy na Pustynię Błędowską. Szlak prowadzi głównymi ulicami miejscowości, między innymi obok ośrodka zdrowia i pływalni, a potem przez las w kierunku Jaroszowca.

## Atrakcje turystyczne
- wyciąg narciarski
- Pustynia Błędowska
- kościół Najświętszej Marii Panny Niepokalanego Poczęcia
- Jaskinia Mąciwody
- kaplica z 1929 r.